# Quercivir dohrni
Quercivir dohrni là một loài bọ cánh cứng trong họ Cerambycidae.